# Административно деление на Сейшелските острови
Сейшелските острови са разделени на 25 административни окръга.
От тях:
- 8 окръга съставляват столицата на страната град Виктория,
- 14 окръга са разположени в селската част на главния сейшелски остров Мае,
- 2 окръга са разположени на остров Праслин и
- 1 окръг заема остров Диг.

Окръзите са:
| - Анс а Пинс - Анс Балео - Анс Етол - Анс Луи - Анс Роял | - Ау Кап - Бе Лазар - Бе Сент Ан - Бе Валон - Бел Ейр | - Бел Омбре - Каскад - Глакис - Гранд Анс (Махе) - Гранд Анс (Праслин) | - Диг - Ла Рюер Анхлис - Мон Бакстан - Мон Фльор - Плазанс | - Понт Ла Рю - Порт Глауд - Рош Кайман - Сен Луи - Такамака |